# Estadio Nueva Esparta
Das Estadio Nueva Esparta, auch Estadio Guatamare genannt, ist ein Baseballstadion in Porlamar auf der Isla Margarita im venezolanischen Bundesstaat Nueva Esparta.
Das Stadion fasst im Ligabetrieb 9.030 Zuschauer und wurde in heutiger Form 2007 eröffnet, als die Bravos de Margarita aus der Liga Venezolana de Béisbol Profesional – Nachfolger der Pastora de los Llanos aus Araure – einzogen und der offizielle Name in Estadio Nueva Esparta geändert wurde. Die Geschichte des Stadions reicht in das Jahr 1956 zurück, als die Regierung unter Marcos Pérez Jiménez an dieser Stelle das Estadio Porlamar eröffnete. 1976 wurde es abgerissen, um Platz für einen Neubau zu machen, der Estadio Guatamare genannt wurde.
Im Februar 2010 war das Stadion Austragungsstätte der Serie del Caribe. Dafür wurde es bis 2009 auf eine Kapazität von 15.000 Zuschauern vergrößert und modernisiert. Die Kosten für den Umbau betrugen über 30 Millionen („neue“) Bolívares.